# Baster
Baster, även rehoboth-baster, bastaard och rehobother, är en folkgrupp i Namibia och sydvästra Sydafrika som härstammar från boerna i forna Kapkolonin i nuvarande Sydafrika och deras barn med hottentottkvinnor.
Basterfolket begav sig på 1860-talet från Kap norrut och grundande slutligen 1871 sin egen stad Rehoboth söder om Windhoek i nuvarande Namibia där det fortfarande är bosatt. Deras språk är afrikaans och antalet var i början av 2000-talet cirka 40 000–55 000.